# Хуснічоара (комуна)
Хуснічоара (рум. Husnicioara) — комуна у повіті Мехедінць в Румунії. До складу комуни входять такі села (дані про населення за 2002 рік):
- Алунішул (63 особи)
- Бедіцешть (213 осіб)
- Бороджа (96 осіб)
- Думбревіца (6 осіб)
- Марману (26 осіб)
- Опренешть (141 особа)
- Пері (440 осіб)
- Прібоєшть (103 особи)
- Селіштень (224 особи)
- Хуснічоара (311 осіб)
- Челната (120 осіб)

Комуна розташована на відстані 258 км на захід від Бухареста, 15 км на схід від Дробета-Турну-Северина, 86 км на північний захід від Крайови.

## Населення
За даними перепису населення 2002 року у комуні проживали 1743 особи.
Національний склад населення комуни:
| Національність | Кількість осіб | Відсоток |
| -------------- | -------------- | -------- |
| румуни         | 1739           | 99,8%    |
| серби          | 3              | 0,2%     |
| українці       | 1              | 0,1%     |

Рідною мовою назвали:
| Мова      | Кількість осіб | Відсоток |
| --------- | -------------- | -------- |
| румунська | 1740           | 99,8%    |
| сербська  | 3              | 0,2%     |

Склад населення комуни за віросповіданням:
| Релігія       | Кількість осіб | Відсоток |
| ------------- | -------------- | -------- |
| православні   | 1738           | 99,7%    |
| старообрядці  | 3              | 0,2%     |
| реформати     | 1              | 0,1%     |
| п'ятдесятники | 1              | 0,1%     |